# Ave María (film, 1999)
Pour les articles homonymes, voir Ave Maria.
Pour plus de détails, voir Fiche technique et Distribution.
Ave Maria est un film mexico-espagnol réalisé par Eduardo Rossoff, sorti en 2000.

## Fiche technique
- Titre : Ave Maria
- Réalisation : Eduardo Rossoff
- Scénario : Camille Thomasson
- Pays d'origine :  Mexique
- Producteur executif : Luis Bekris
- Musique : Carles Cases
- Format : Couleurs
- Genre : Drame
- Durée : 97 minutes
- Date de sortie : 
  - Espagne : 12 mai 2000

## Distribution
- Damián Alcázar : Cuña
- Demián Bichir : Daniel
- Juan Diego Botto : Miguel
- Gabriela Canudas : Clara
- Octavio Castro : Diego
- Luis de Icaza : Jose
- Eduardo Iduñate : soldat
- Tere López-Tarín : Maria
- Ana Ofelia Murguía : Ursula
- Alfredo Sevilla : Serra
- Fernando Torre Laphame : Sacerdote
- Ana Torrent : Adelina